# Michael Hermesdorff
Michael Hermesdorff (Trèveris, 4 de març de 1833 - 18 de gener de 1885) fou un compositor, eclesiàstic i musicòleg alemany.
S'ordenà sacerdot el 1859 i fou mestre de capella de la catedral de la seva ciutat nadiua, dirigint, a més, la revista Caecilia, que havia fundat el 1862. Començà la publicació del Graduale ad usum romanum cantum S. Gregori (Leipzig, 1876-82.
Se li deu a més, un Kyriale, Harmonica cantus choralis, tres Misses i una traducció alemanya del Mycrologus de Guido d'Arezzo.